# Constitution du Burundi
La Constitution du Burundi est adoptée par référendum le 28 février 2005 et promulguée le 18 mars 2005. L'actuelle version en vigueur est la révision de 2018.

## Révision de 2018
Le 12 mai 2017, un avant-projet de révision de la constitution du Burundi est annoncé. Le projet final est annoncé le 25 octobre 2017, et prévoit la réintroduction du poste de Premier Ministre, le passage d'un quinquennat à un septennat, la limite de mandat sera seulement consécutive et le seuil d'adoption des lois passerait des deux tiers à la majorité absolue. De fait, l'accord d'Arusha est abrogé. Enfin, le texte prévoit aussi la possibilité de rétablir la monarchie. 
Un référendum constitutionnel est organisé le 17 mai 2018. En janvier 2018, lors de la campagne électorale, le pouvoir burundais fait arrêter des opposants. 
La révision de la constitution est approuvée par un peu moins de 80 % des suffrages exprimés. Le nouveau texte est promulgué le 7 juin 2018.

## Compléments